# Hazelton (Kansas)
Hazelton – miasto położone w hrabstwie Barber.